# Chutney Popcorn
Pour les articles homonymes, voir Chutney (homonymie).
 (avril 2024).
Si vous disposez d'ouvrages ou d'articles de référence ou si vous connaissez des sites web de qualité traitant du thème abordé ici, merci de compléter l'article en donnant les références utiles à sa vérifiabilité et en les liant à la section « Notes et références ».
Pour plus de détails, voir Fiche technique et Distribution.
Chutney Popcorn est un film américain réalisé par Nisha Ganatra, sorti en 1999.

## Synopsis
Reena, d'origine indienne, vit aux États-Unis avec sa compagne Lisa. Parce que sa sœur Sarita ne peut avoir d'enfant, Reena décide de devenir mère porteuse pour elle et de lui donner son bébé.

## Distribution
- Nisha Ganatra : Reena
- Jill Hennessy : Lisa
- Sakina Jaffrey : Sarita
- Madhur Jaffrey : Meenu
- Nick Chinlund : Mitch
- Cara Buono : Janis
- Ajay Naidu : Raju
- Daniella Rich : Tiffany

## Fiche technique
- Réalisation : Nisha Ganatra
- Production : Susan Carnival, Nisha Ganatra
- Scénario : Susan Carnival, Nisha Ganatra
- Musique : Karsh Kale
- Photographie : Erin King
- Date de sortie : 1999
- Durée : 92 min

## Récompenses
- Prix du Public au Festival international du film de Newport en 1999.
- Prix du Public comme Meilleur film au Festival international de film lesbien et gay de San Francisco en 1999.
- Meilleur scénario au Festival d'Ojai en 2000.
- Prix du Public comme Meilleur film au Festival de film lesbien de Cineffable en 2001.